# Contratto Sociale del Rojava
Il Contratto Sociale del Rojava, formalmente  Carta del contratto sociale per l’autogestione democratica nelle Regioni Autonome di Afrîn, Cîzire e Kobane, è un atto che ha portato alla nascita del Rojava prima e della confederazione democratica del nord-est Siria poi. Tale atto ha valore di Costituzione provvisoria.
Il contratto sociale è l'elemento attorno al quale è nata la democrazia radicale in Siria e attraverso il quale questo modello sociale ha superato la caratterizzazione etnica su base curda e si è trasformato in un sistema di governo che vede compartecipare tutte le etnie presenti a est dell'Eufrate, nella città di Manbij e fino al 2018 ad Afrin (città). 

## Caratteristiche
A differenza di una legge fondamentale un contratto sociale prevede l'adesione volontaria, elemento cardine del confederalismo democratico, la piattaforma politica-sociale sviluppata da Abdullah Öcalan.

## Struttura
La Costituzione provvisoria è suddivisa nelle seguenti nove sezioni, precedute da una prefazione:
1. Principi generali
2. Principi fondamentali
3. Diritti e libertà
4. Il progetto di autonomia democratica. L’assemblea legislativa
5. Il consiglio esecutivo
6. Il consiglio giudiziario
7. L’Alta commissione per le elezioni
8. La suprema corte costituzionale
9. Regole generali

### Prefazione
Nella prefazione della Carta viene sancito l'intento di costituire un sistema politico e amministrativo che assicuri una pacifica convivenza, tra etnie differenti, nel rispetto dei principi di libertà, giustizia, dignità e democrazia.